# Christian (Virginia Occidental)
Christian es un área no incorporada ubicada dentro del Distrito Este, una división civil menor del condado de Logan (Virginia Occidental), Estados Unidos. Está catalogada como un asentamiento humano por la Junta de Nombres Geográficos de los Estados Unidos.
El número de identificación (ID) asignado por el Servicio Geológico de Estados Unidos es 1537327.

## Geografía
Se encuentra a una altitud de 233 metros sobre el nivel del mar (764 pies) según el conjunto de datos de elevación nacional.